# Lloyd Shaw
Lloyd Shaw (1890-1958), också känd som Dr. Lloyd "Pappy" Shaw, var en amerikansk pedagog och rektor för Cheyenne Mountain Schools, Colorado Springs, Colorado, USA 1916-1951. Lloyd Shaw spelade stor roll som samordnare av squaredans i USA och som inspiratör till populariseringen av dansen under 1930- och 1940-talen. I det arbetet utgick Shaw från sin roll som skolledare, han såg det som en viktig uppgift att lära eleverna traditionell folkdans, en sysselsättning som kunde intressera både pojkar, flickor och vuxna av alla åldrar. 
Shaw föddes i Denver, Colorado, men flyttade till Kalifornien med föräldrarna när han var två år gammal. Familjen återvände till Denver när Shaw var nio år gammal. Han tog examen i Colorado College och gifte sig 1913 med en poet, Dorothy Stott Shaw. Paret fick två barn. Shaw undervisade från början biologi och engelska på gymnasienivå och blev senare ledare för Cheyenne Mountain Schools.
Under tiden som skolledare ägnade sig Shaw mycket åt undervisning i gymnastik och idrott, bland annat fotboll. Så småningom kom han att intressera sig också för dans. Han noterade då att den traditionella amerikanska squaredansen höll på att försvinna beroende på att de få aktiva squaredans-callers som fanns kvar blev allt äldre och inga nya utbildades. Han noterade också att dansen utfördes olika i olika delar av landet. Shaw gjorde då en rundresa i USA och samlade dansernas olika turer genom intervjuer med olika callers. Han dokumenterade på detta sätt dansturerna och satte ihop dessa till egna danser som han prövade på sina elever. Han bildade därefter the Cheyenne Mountain Dancers som reste runt i USA till mer än 50 större städer under 1930- och 1940-talen och visade upp traditionell squaredans som den sammanställts av Shaw. Den amerikanska akademin för fysisk fostran uppmärksammade 1949 Lloyd Shaws dansprogram som ett "betydande bidrag till fysisk fostran".       
Shaw skrev ett flertal böcker och artiklar om squaredans och genomförde veckolånga sommarseminarier för lärare och callers även under 1950-talet. Han lärde då inte bara ut danserna utan också principerna för god undervisning och sina visioner om god dans. 
I takt med att squaredans blev allt populärare började squaredans-callers att plocka ut enskilda turer från Shaws danser i ett försök att standardisera turerna. På så sätt lyckades man skapada standardiserade listor med olika dansturer som kom att användas av callers runt om i USA. Senare (1974) bildades the American Callers Association vars uppgift är att administrera och utveckla standardiserade squaredanscalls och dansledarskap i Shaws anda. Listorna används i dag av callers över hela världen.    
Dr. Lloyd Shaw dog 1958 i sviterna av en stroke. The Lloyd Shaw Foundation bildades 1964 för att bevara och utveckla hans idéer om squaredans. 